# Blennidus gregarius
Blennidus gregarius là một loài bọ chân chạy thuộc phân họ Pterostichinae. Loài này được Moret mô tả năm 1996.